# Phare de Rawley Point
Le phare de Rawley Point (en anglais : Rawley Point Light), est un phare du lac Michigan situé dans la Point Beach State Forest (en) près de Two Rivers dans le Comté de Manitowoc, Wisconsin.
Ce phare est inscrit au Registre national des lieux historiques depuis le 19 juillet 1984 sous le no 84003706.

## Historique
Un bâtiment de signalisation maritime a été érigé en 1873 sur Rawley Point, en remplacement d'une structure légère en bois établie en 1853. Celui-ci était composé d'une maison en briques avec une tour attenante, d'environ 30 m de hauteur, dans laquelle était montée une lentille de Fresnel du troisième ordre. Cette lumière est entrée en service le 7 décembre 1874. En 1890, un sifflet à vapeur a été ajouté, et en 1893 une maison d'huile circulaire a été construite.
La tour en brique n'était pas structurellement solide et, en 1892, elle a été renforcée. Cela a continué à être insatisfaisant, et en 1894 un plan a été conçu pour remplacer la tour existante par une tour métallique prise du vieux phare de Chicago, qui avait été érigée en 1859 et démantelée lorsque son remplacement. Cette tour a dû être augmentée en hauteur en ajoutant deux étages à sa base et une nouvelle salle de service a également été insérée sous la lanterne. La nouvelle lumière a reçu la lentille de l'ancienne  et a été allumée pour la première fois le 20 novembre 1894. L'ancienne tour est restée debout jusqu'à l'année suivante, lorsqu'elle a été démontée jusqu'au niveau du toit du logement du gardien, puis a été englobée aux restes tronqués de l'ancienne tour.
Le signal de brouillard a été mis à niveau vers un diaphone en 1919 et, l'année suivante, la balise a été électrifiée. La lentille de Fresnel a été endommagée en 1952 et a été remplacée par deux bases aériennes DCB-36. Un incendie une décennie plus tard a endommagé l'ajout à l'habitation des gardiens et à l'ancienne tour, mais ils ont été réparés. La station a été automatisée en 1979, mais elle a continué à être utilisée comme résidence pour le personnel de la Garde côtière. La balise a de nouveau été changée en 1987. Le phare continue de fonctionner, tout comme l'habitation.

## Description
Le phare est une tour cylindrique en acier avec un jambage pyramidale à claire-voie  de 33 m de haut, avec triple galerie et lanterne, à proximité du bâtiment historique. Le phare est peint en blanc et le toit de la lanterne est rouge.
Il émet, à une hauteur focale de 34 m, un éclat blanc de 1½ seconde par période de 15 secondes. Sa portée est de 21 milles nautiques (environ 39 km). Il est équipé d'une corne de brume émettant un souffle  toutes les 30 secondes, en cas de nécessité.

## Caractéristiques dufeu maritime
Fréquence : 15 secondes (W)
- Lumière : 1.5 seconde
- Obscurité : 13.5 secondes

Identifiant : ARLHS : USA-689 ; USCG :  7-20935.

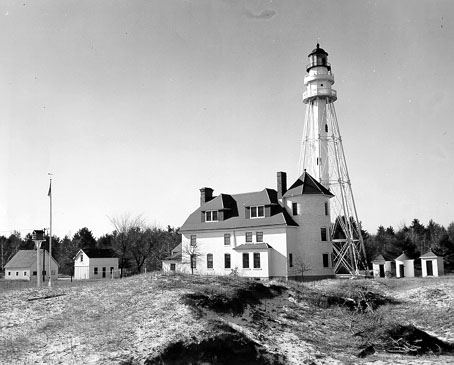
Le phare (photo USCG)
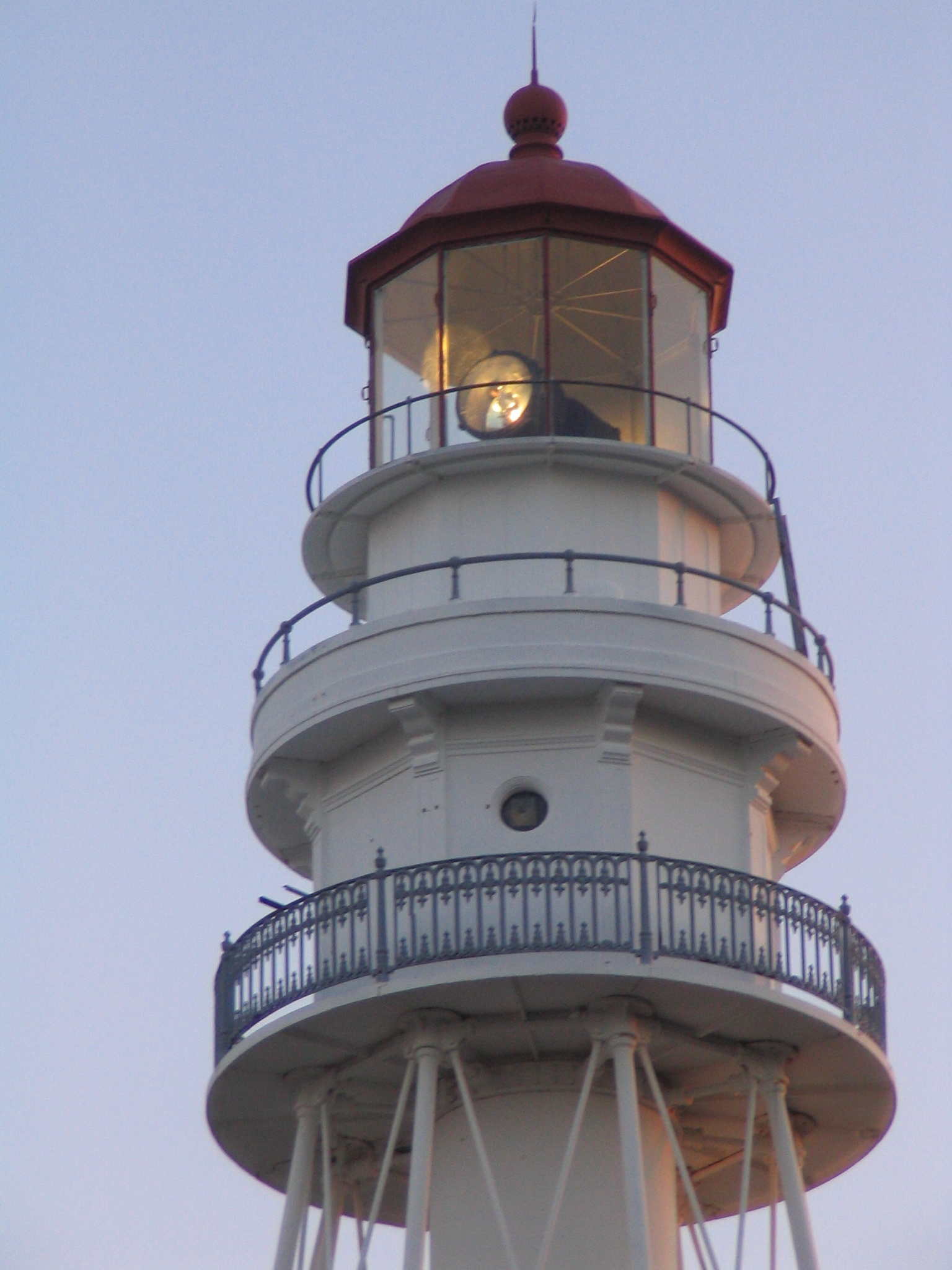
La lanterne
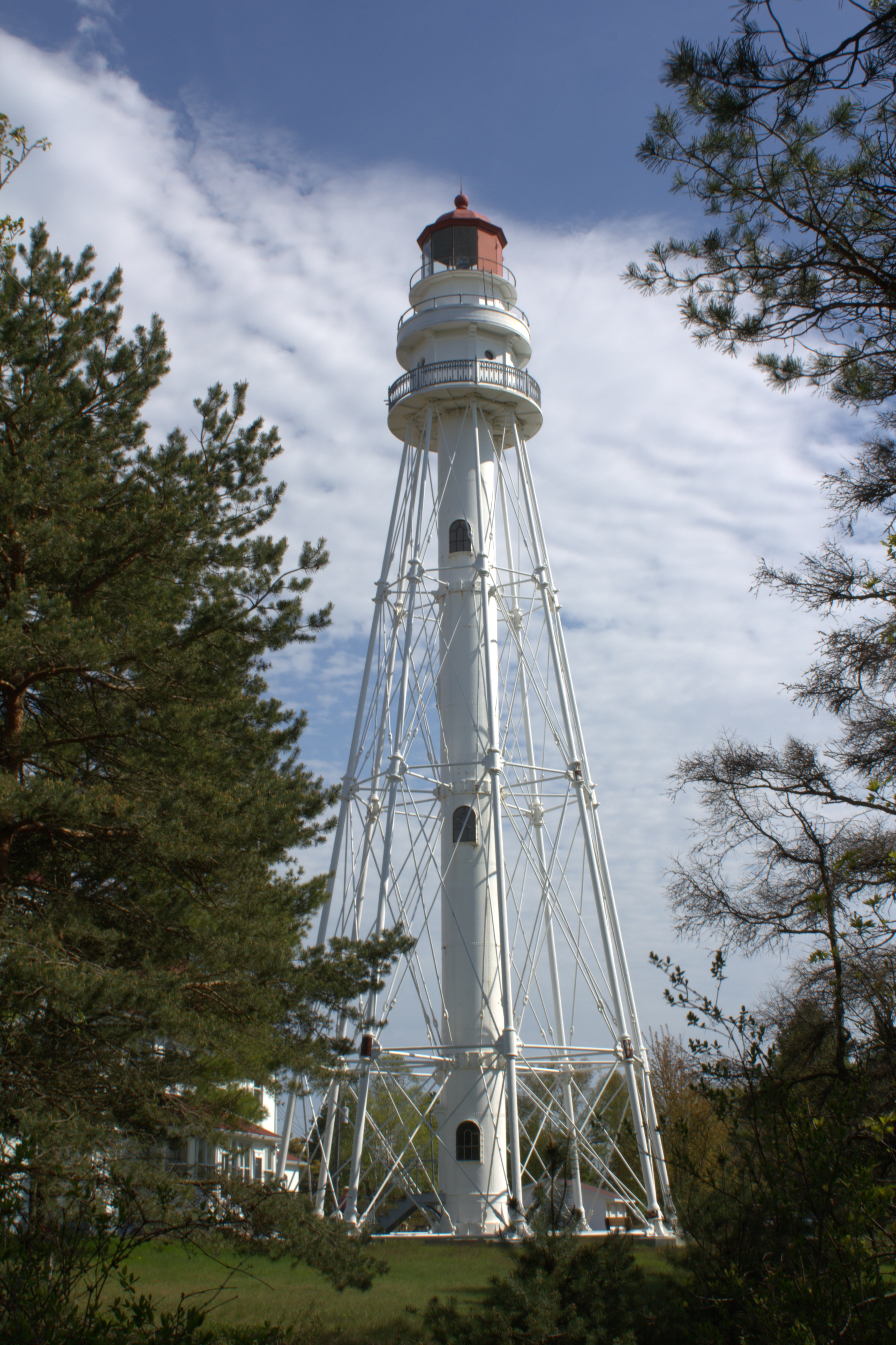
Le phare